# Martin Schoeller
Martin Schoeller, né le 12 mars 1968 à Munich, est un photographe allemand, portraitiste. Il vit à New York et y travaille dans son studio de la 42e rue.
Il a fait les portraits de Barack Obama, Donald Trump, etc
Ses travaux sont publiés dans des revues telles que  The New Yorker, Outside Magazine, Entertainment Weekly, Rolling Stone, GQ, Esquire et Vogue.

## Biographie
Il est assistant d'Annie Lebowitz.
En 1999, il rejoint Richard Avedon en tant que portraitiste attitré de The New Yorker.
En 2017, il assure l'illustration du rapport annuel 2016/2017 de Pernod Ricard avec les portraits en gros plan  de 18 collaborateurs de cette entreprise photographiés dans son studio de New York.
Il travaille en moyen format, Mamiya RZ66 puis Phase One à une distance d'environ un mètre de son sujet en s'appuyant sur un monopied.

## Livres
- Martin Schoeller, Close Up, te Neues, 2005.
- Martin Schoeller, Female Bodybuilders, Contrasto, 2008.
- Martin Schoeller, Identical Portraits of Twins, 2012
- Martin Schoeller, Portraits, teNeues, 2014.

## Exposition
- 2007, Female Bodybuilders

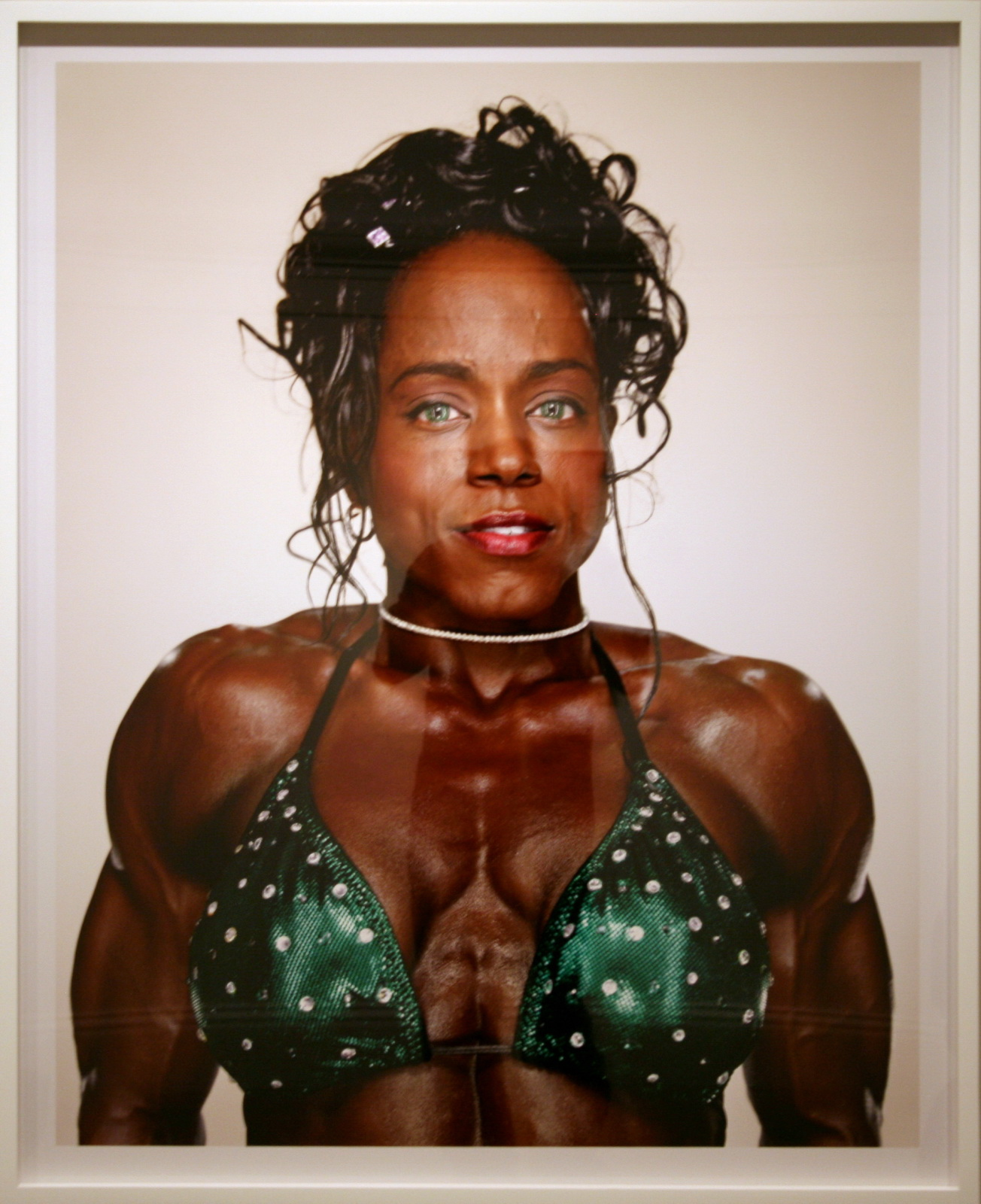
Kim Harris
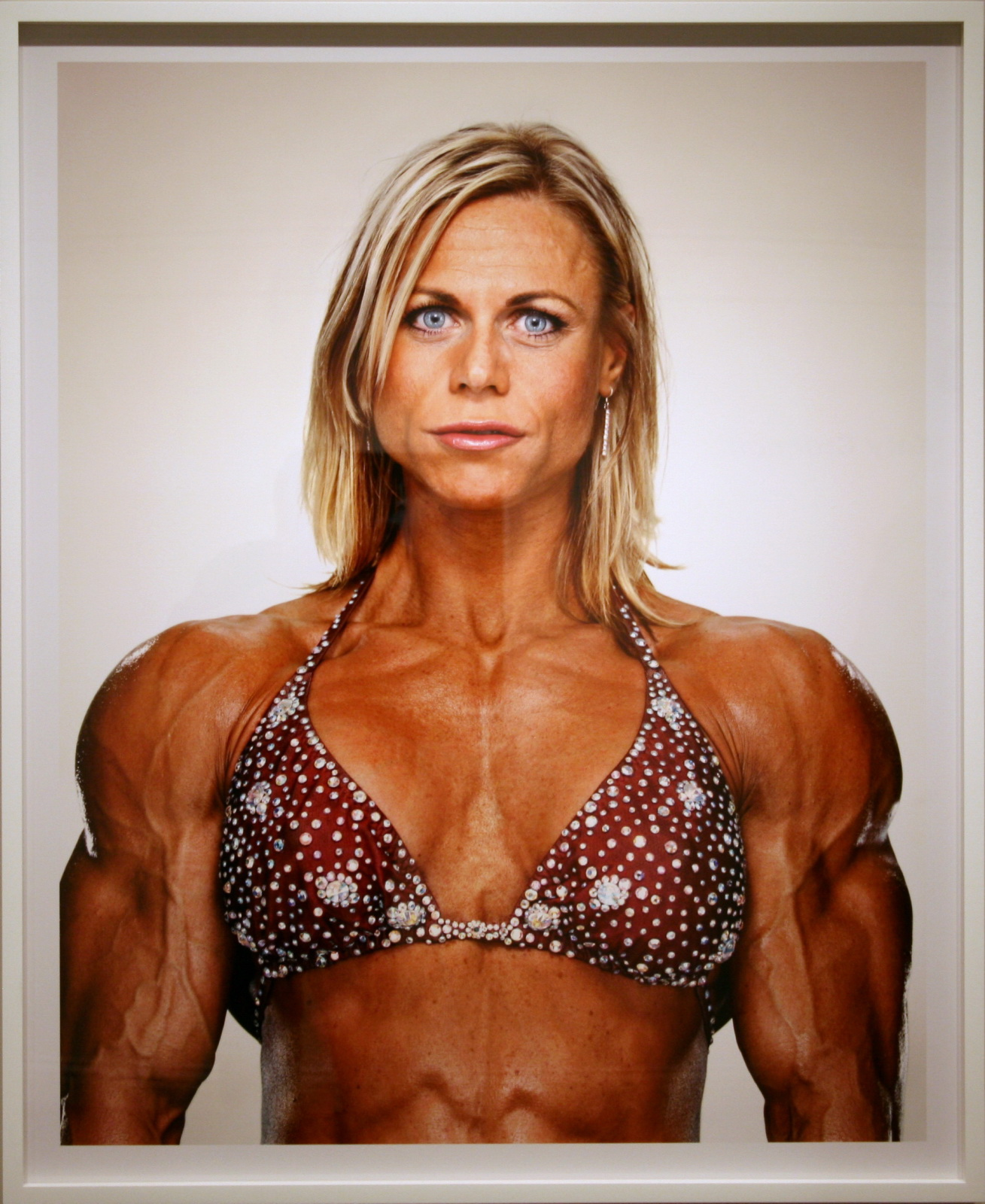
Christine Roth

- 2017, » Inspiring Action », Paris Photo.